# Benthana bocainensis
Benthana bocainensis is een pissebed uit de familie Philosciidae. De wetenschappelijke naam van de soort is voor het eerst geldig gepubliceerd in 1958 door Lemos de Castro.